# Grischa Niermann
Grisha Niermann (Hanóver, Alemanha, 3 de novembro de 1975) é um ciclista alemão. Iniciou a sua carreira em 1996 com a equipa Die Continentale, e foi membro da equipa Rabobank desde 1999. Pôs fim à sua carreira desportiva depois da disputa da Volta a Espanha de 2012. Face a 2013 converteu-se em director desportivo do Rabobank Continental Team.
A 28 de janeiro de 2013, Niermann admitiu ter consumido EPO para melhorar o seu rendimento entre os anos 2000 e 2003 quando militava na equipa Rabobank. Esta confessão originou que a federação neerlandesa de ciclismo lhe suspendesse durante seis meses a contar desde o 15 de fevereiro de 2013, apesar de se ter retirado já como ciclista.

## Palmarés
1998
- 1 etapa da Volta ao Algarve
- Tour de Hesse mais 1 etapa

1999
- Regio-Tour mais 1 etapa

2001
- Volta à Baixa Saxónia

2008
- 1 etapa do Regio-Tour

## Resultados nas Grandes Voltas e Campeonatos do Mundo
| Carreira               | 1998 | 1999 | 2000 | 2001 | 2002 | 2003 | 2004 | 2005 | 2006 | 2007 | 2008 | 2009 | 2010 | 2011 | 2012 |
| ---------------------- | ---- | ---- | ---- | ---- | ---- | ---- | ---- | ---- | ---- | ---- | ---- | ---- | ---- | ---- | ---- |
| Giro d'Italia          | -    | -    | -    | -    | 22º  | -    | -    | 51º  | 55º  | -    | -    | -    | -    | -    | 55º  |
| Tour de France         | -    | -    | 24º  | Ab.  | 51º  | 28º  | 65º  | -    | -    | 86º  | -    | 52º  | 53º  | 69º  | -    |
| Volta a Espanha        | -    | 33º  | -    | -    | -    | -    | -    | -    | 72º  | -    | 30º  | -    | 72º  | -    | 103º |
| Mundial em Estrada     | Ab.  | Ab.  | 88º  | Ab.  | -    | -    | -    | -    | -    | -    | -    | 79º  | -    | -    | -    |
| Mundial Contrarrelógio | 21º  | -    | -    | -    | -    | -    | -    | -    | -    | -    | -    | -    | -    | -    | -    |